# Arztassistent
Arztassistent (englisch Physician Assistant; kurz PA) ist ein akademischer medizinischer Beruf in Deutschland. Er ist dem ärztlichen Dienst unterstellt. In einem Bachelorstudiengang erwirbt der Arztassistent die formalen Voraussetzungen, um delegierbare ärztliche Tätigkeiten selbständig auszuüben, die dem Arztvorbehalt unterliegen. Zu den Aufgaben des Arztassistenten gehört unter anderem, medizinische Behandlungen eigenständig durchzuführen und bei Operationen zu assistieren. Damit soll das ärztliche Personal entlastet werden und Assistenzärzten wieder mehr Zeit für ihre Facharztweiterbildung eingeräumt werden.
In der Schweiz wurde mit dem Klinischen Fachspezialisten (auch: Physician Associate) ein ähnliches Berufsbild initiiert.

## Aufgabenbereich

### Deutschland
Der Arztassistent wirkt nach dem 2017 von Bundesärztekammer und Kassenärztlicher Bundesvereinigung vorgelegten Konzept unter anderem mit bei
- Diagnosestellung
- Planung und Ausführung der Behandlung
- Untersuchungen
- Eingriffen und Notfallbehandlungen
- Operationen
- Prozessmanagement und Teamkoordination
- ärztlichen Visiten.

Außerdem führt er medizinisch-technische Tätigkeiten aus (soweit diese nicht anderen Berufsgruppen vorbehalten sind) und unterstützt bei der Dokumentation.
Als berufspolitische Interessenvertretung werden Physician Assistants in Deutschland durch die Deutsche Gesellschaft für Physician Assistants (DGPA) vertreten. Diese setzt sich in Deutschland unter anderem für die einheitliche Nomenklatur Physician Assistant als Berufsbezeichnung ein und distanziert sich von der Bezeichnung Arztassistent.

### Schweiz
Eine kantonal oder national anerkannte Liste von Abschlusskompetenzen für Physician Associates (PA) wie bei anderen Gesundheitsberufen besteht bisher nicht. Sie sind der Ärzteschaft unterstellt, da sie auf deren Delegation beziehungsweise in Rücksprache mit ihr arbeiten. Die Gesamtverantwortung für den Behandlungsprozess liegt weiterhin in Händen der Ärzteschaft. Zum Arbeitsbereich der PA gehören Aufgaben, die sich klar abgrenzen lassen und unter der Supervision des delegierenden Arztes stehen. Dabei muss jederzeit die Möglichkeit bestehen, kurzfristig einen Arzt physisch oder telefonisch hinzuzuziehen.
Unter dieser Prämisse übernehmen Absolventen des MAS CAS im Stations- oder Praxisalltag delegiert ärztliche Aufgaben, die als Entrustable Professional Activities („Anvertraubare Professionelle Tätigkeiten“) gelten, unter anderem:
- das Sammeln und Interpretieren von Patienteninformationen
- das Treffen klinischer Entscheidungen sowie deren regelmäßige Überprüfung
- mündliche, schriftliche und elektronische Kommunikation mit Patienten, Angehörigen sowie anderen Fachleuten und Berufsgruppen

## Studium

### Deutschland
2007 ließ der Klinikbetreiber Sana in Kooperation mit der Steinbeis-Hochschule Berlin Arztassistenten ausbilden. Seit dem Wintersemester 2019/2020 bot die Medical School 11 Heidelberg (i.Gr.) in Zusammenarbeit mit dem Bildungswerk der Baden-Württembergischen Wirtschaft e. V. Aktivierungskurse für den Studiengang Physician Assistance an.
Seit dem Jahr 2020 gibt es die akademische Ausbildung Bachelor Physician Assistance mit Schwerpunkt hausärztlich-ambulante Medizin als berufsbegleitendes Studium erstmals auch an einer staatlichen Hochschule für Angewandte Wissenschaften: Die Hochschule Anhalt in Köthen kooperiert dabei mit der Kassenärztlichen Vereinigung Sachsen-Anhalt und dem Hausärzteverband Sachsen-Anhalt e. V.
Außerdem wird an den folgenden Orten ein Studiengang Physician Assistant angeboten: an der SRH Hochschule für Gesundheit in Gera, der Steinbeis Hochschule in Magdeburg, der Dualen Hochschule Baden-Württemberg Karlsruhe, der Europäischen Fachhochschule EU FH in Köln, Rheine und Rostock, der Carl Remigius Medical School, der Fliedner Fachhochschule Düsseldorf, der HSD Hochschule Döpfer in Köln, der IU Internationalen Hochschule (Fernstudium), der Ostbayerischen Technischen Hochschule Amberg-Weiden, am HSD Studienzentrum Regensburg, Hochschule Neu-Ulm, an der Hochschule Aalen sowie am HFU Studienzentrum Schwenningen im Schwarzwald Baar-Kreis und an der Technischen Hochschule Deggendorf.
Zudem bietet die ISBA (Internationale Studien- und Berufsakademie) das Studium an den Standorten Heidelberg, München, Münster, Erfurt, Saarbrücken und Stuttgart an, sowie die Berufsakademie Plauen. Eine Ausbildung ist auch am Universitätsklinikum Eppendorf in Hamburg möglich. Voraussetzung für das Studium ist eine Hochschulzugangsberechtigung; einige Anbieter richten sich zudem nur an Bewerber aus dem Gesundheitswesen, die schon über mehrere Jahre Berufserfahrung im Pflege- oder medizinisch-technischen Bereich verfügen.

### Schweiz
Am Kantonsspital Winterthur wurde 2014 ein dreijähriges Pilotprojekt mit acht Klinischen Fachspezialisten initiiert. In Zusammenarbeit mit der Zürcher Hochschule für Angewandte Wissenschaften (ZHAW) wurden drei entsprechende Certificate of Advanced Studies (CAS) entwickelt (Basic, Advanced und Proficient); zusammen mit einem Master-Modul kann der Master of Advanced Studies ZFH MAS in Physician Associate Skills erworben werden. Der erste Studierendenjahrgang startete 2017 als CAS-Studium.

## Internationaler Vergleich
In den Vereinigten Staaten und dem Vereinigten Königreich ist das Berufsbild des Physician Assistant, der als nicht-ärztlicher Mitarbeiter operative Aufgaben übernimmt, schon länger etabliert. Es diente dem deutschen Modell als Vorbild.
In Australien begann die Health Workforce Australia im Jahr 2011, die Rolle des Arzthelfers im ganzen Land einzuführen. Es gab ein PA-Programm an der James Cook University mit abschließender Registrierung. Trotz aller ersten Anzeichen dafür, dass der neue Beruf erfolgreich in das Gesundheitssystem integriert werden könnte, gerieten die Fortschritte 2012 ins Stocken, und die Mehrheit der Physician Assistants in Australien wurde arbeitslos.
In China und anderen Ländern Asiens ist der „Barfußarzt“ ärztlich tätig. Er erfüllt dabei jedoch nur Minimalanforderungen. Der Barfußarzt war während der Kulturrevolution Teil einer stärkeren Hinwendung zu den ländlichen Gebieten. Dies wird auch mit einem Ausspruch Mao Zedongs unterstrichen, der 1965 forderte: „Legt den Schwerpunkt im Gesundheitswesen auf die ländlichen Gebiete!“ Der Barfußarzt verfügte über eine dreimonatige Ausbildung im Krankenhaus des Landkreises in traditioneller chinesischer Medizin.
In Osteuropa und Staaten der ehemaligen Sowjetunion, primär Russland und Ukraine, gibt es die sogenannten Feldscher, welche ähnliche Tätigkeitsfelder aufweisen. 